# Comuna Polohî, Polohî
Polohî (în ucraineană Пологи) este o comună în raionul Polohî, regiunea Zaporijjea, Ucraina, formată din satele Ivana Franka și Polohî (reședința).

## Demografie
Componența lingvistică a comunei Polohî
     Ucraineană (93,47%)
     Rusă (5,99%)
     Alte limbi (0,29%)
Conform recensământului din 2001, majoritatea populației comunei Polohî era vorbitoare de ucraineană (93,47%), existând în minoritate și vorbitori de rusă (5,99%).